# Џерзијски ђаво
Џерзијски ђаво (енгл. Jersey Devil) је легендарно створење које се појављује у Пин Баренсу у Њу Џерзију. Често се описује као летеће створење које има две ноге са копитима. Сви углавном говоре да личи на кенгура са главом јарца или коња, да има крила шишмиша или змаја, рогове јарца или јелена, копита јарца, јелена или коња, канџе и реп змаја. Људи који су га видели кажу да се креће јако брзо и да његов врисак леди крв. Такође се појављује и у Америчком фолклору.